# Martial-Pierre-Marie Jannin
Martial-Pierre-Marie Jannin (Besançon, 7 gennaio 1867 – Kon Tum, 16 luglio 1940) è stato un vescovo cattolico e missionario francese.

## Biografia
Martial-Pierre-Marie Jannin nacque il 7 gennaio 1867 a Besançon nel Doubs nella Franca Contea. 
Nel 1886 entrò nel seminario minore e al termine degli studi fu ordinato diacono il 1º marzo 1890 dal vescovo Désiré-François-Xavier Van Camelbeke e prete il 28 settembre successivo dal vescovo Gustave Mutel. Il 26 novembre dello stesso anno fu inviato in Vietnam.
Giunto a destinazione, venne assegnato come primo incarico in un'area dove si erano verificati casi di vaiolo. L'opera di evangelizzazione portò alla conversione di numerose persone, per un totale di circa 1200 nuovi cristiani in sei anni. Fu particolarmente impegnato nel catechismo per i catecumeni e nel 1905 aprì la scuola Cuenot a Kon Tum per la formazione del clero locale. Fu inoltre impegnato nell'evangelizzazione della popolazione Bahnar per la quale tradusse nella lingua etnica locale la Bibbia. Fu anche autore di alcuni testi sulla cultura e gli usi e costumi dei Bahnar. Fu infine nominato superiore ad interim della provincia di Kon Tum e provicario di Quy Nhơn.
Il 10 gennaio 1933 papa Pio XI lo nominò vicario apostolico di Kontum, eretto ufficialmente 8 giorni dopo con il breve Decessores Nostros, assegnandogli la sede titolare di Gadara.
Ricevette l'ordinazione episcopale il 23 giugno 1933 per imposizione delle mani dell'arcivescovo Victor Colomban Dreyer.
Nel 1935 aprì il primo seminario minore diocesano di Kon Tum, strutturò le parrocchie per meglio coordinare le missioni e nel 1937 avviò una nuova missione a Buôn Ma Thuột. Le nuove conversioni portarono il territorio del vicariato a contare quasi 26000 cristiani nel 1940.
Resse il vicariato per sette anni morendo a Kon Tum il 16 luglio 1940 all'età di 73 anni.

## Genealogia episcopale
La genealogia episcopale è:
- Cardinale Scipione Rebiba
- Cardinale Giulio Antonio Santori
- Cardinale Girolamo Bernerio, O.P.
- Arcivescovo Galeazzo Sanvitale
- Cardinale Ludovico Ludovisi
- Cardinale Luigi Caetani
- Cardinale Ulderico Carpegna
- Cardinale Paluzzo Paluzzi Altieri degli Albertoni
- Papa Benedetto XIII
- Papa Benedetto XIV
- Papa Clemente XIII
- Cardinale Marcantonio Colonna
- Cardinale Giacinto Sigismondo Gerdil, B.
- Cardinale Giulio Maria della Somaglia
- Cardinale Carlo Odescalchi, S.I.
- Vescovo Eugène de Mazenod, O.M.I.
- Cardinale Joseph Hippolyte Guibert, O.M.I.
- Cardinale François-Marie-Benjamin Richard de la Vergne
- Vescovo Marie-Prosper-Adolphe de Bonfils
- Cardinale Louis-Ernest Dubois
- Arcivescovo Victor Colomban Dreyer, O.F.M.
- Vescovo Martial-Pierre-Marie Jannin, M.E.P.